# National Rail

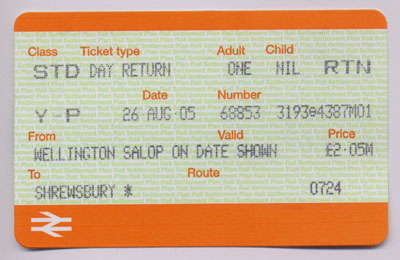
Przykładowy bilet National Rail, w lewym dolnym rogu widoczne jest logo sieci

National Rail – sieć pasażerskich połączeń kolejowych, obejmująca zdecydowaną większość tego rodzaju przewozów realizowanych na obszarze Anglii, Walii i Szkocji. Połączenia te są obsługiwane przez ok. 20 prywatnych przewoźników.

## Charakterystyka
Właścicielem marki National Rail jest Związek Operatorów Pociągów (Association of Train Operating Companies, ATOC), grupujący prywatne firmy przewozowe posiadające koncesje na obsługę tras, które przed prywatyzacją brytyjskiej kolei wchodziły w skład siatki połączeń państwowego monopolisty British Rail. Każdy z członków ATOC działa w oparciu o odrębną koncesję, wydaną przez Departament Transportu Wielkiej Brytanii, a w przypadku Szkocji i Walii przez tamtejsze władze autonomiczne. National Rail pełni rolę swego rodzaju marki "parasolowej", pod którą mieszczą się usługi oferowane przez poszczególnych przewoźników. Logo sieci znajduje się na każdej stacji (obok elementów identyfikacji wizualnej przewoźnika). Zrzeszone w ATOC firmy prowadzą również pod marką National Rail wspólny system sprzedaży biletów oraz informacji pasażerskiej, w tym portal zawierający rozkłady jazdy, aktualizowane w czasie rzeczywistym dane o opóźnieniach pociągów oraz szczegółowe dane o każdej stacji.

## Przewoźnicy
Według stanu na 1 grudnia 2010, usługi w ramach sieci National Rail świadczą następujący przewoźnicy:
| Przewoźnik                   | Właściciel(e)                            | Koniec okresu koncesyjnego |
| ---------------------------- | ---------------------------------------- | -------------------------- |
| Arriva Trains Wales          | Arriva                                   | 2018                       |
| c2c                          | National Express Group                   | 2011                       |
| Chiltern Railways            | Deutsche Bahn                            | 2021                       |
| CrossCountry                 | Arriva                                   | 2016                       |
| East Coast                   | Departament Transportu Wielkiej Brytanii | nie dotyczy                |
| East Midlands Trains         | Stagecoach Group                         | 2015                       |
| First Capital Connect        | FirstGroup                               | 2015                       |
| First Great Western          | FirstGroup                               | 2016                       |
| First Hull Trains            | FirstGroup                               | nie dotyczy                |
| First TransPennine Express   | FirstGroup                               | 2012                       |
| Grand Central Railway        | Equishare Partners                       | nie dotyczy                |
| Heathrow Express             | British Airports Authority               | nie dotyczy                |
| London Midland               | Go-Ahead Group / Keolis                  | 2015                       |
| London Overground            | Transport for London                     | nie dotyczy                |
| National Express East Anglia | National Express Group                   | 2011                       |
| Northern Rail                | Serco / Nederlandse Spoorwegen           | 2013                       |
| First ScotRail               | FirstGroup                               | 2014                       |
| Southern                     | Go-Ahead Group / Keolis                  | 2015                       |
| Southeastern                 | Go-Ahead Group / Keolis                  | 2014                       |
| South West Trains            | Stagecoach Group                         | 2017                       |
| Virgin Trains                | Virgin Group / Stagecoach Group          | 2012                       |
| Wrexham & Shropshire         | Renaissance Railways / Deutsche Bahn     | nie dotyczy                |